# Capilla del Carmen (Sevilla)
La capilla del Carmen es una pequeña capilla que se encuentra en el barrio de Triana, en Sevilla, Andalucía, España. Está ubicada en el lado oeste del Puente de Triana. Fue construida diseñada por el arquitecto Aníbal González y su construcción finalizó en 1928. 

## Historia
En 1918 se construyó un nuevo tablero más ancho y robusto para el puente de Triana y eso trajo consigo el ensanche de las calles que desembocaban en él. La ampliación de la calle por el lado de Triana produjo que la entrada del puente se acercara más a la puerta del mercado de abastos. Por esto se construyó una escalera frente a la entrada del mercado para poder acceder al puente. Esta obra también trajo consigo la destrucción de la antigua capilla existente. La devoción de los vecinos por la Virgen del Carmen llevó al Ayuntamiento a encargar una nueva capilla al arquitecto Aníbal González, que se finalizó en 1928.

## Características

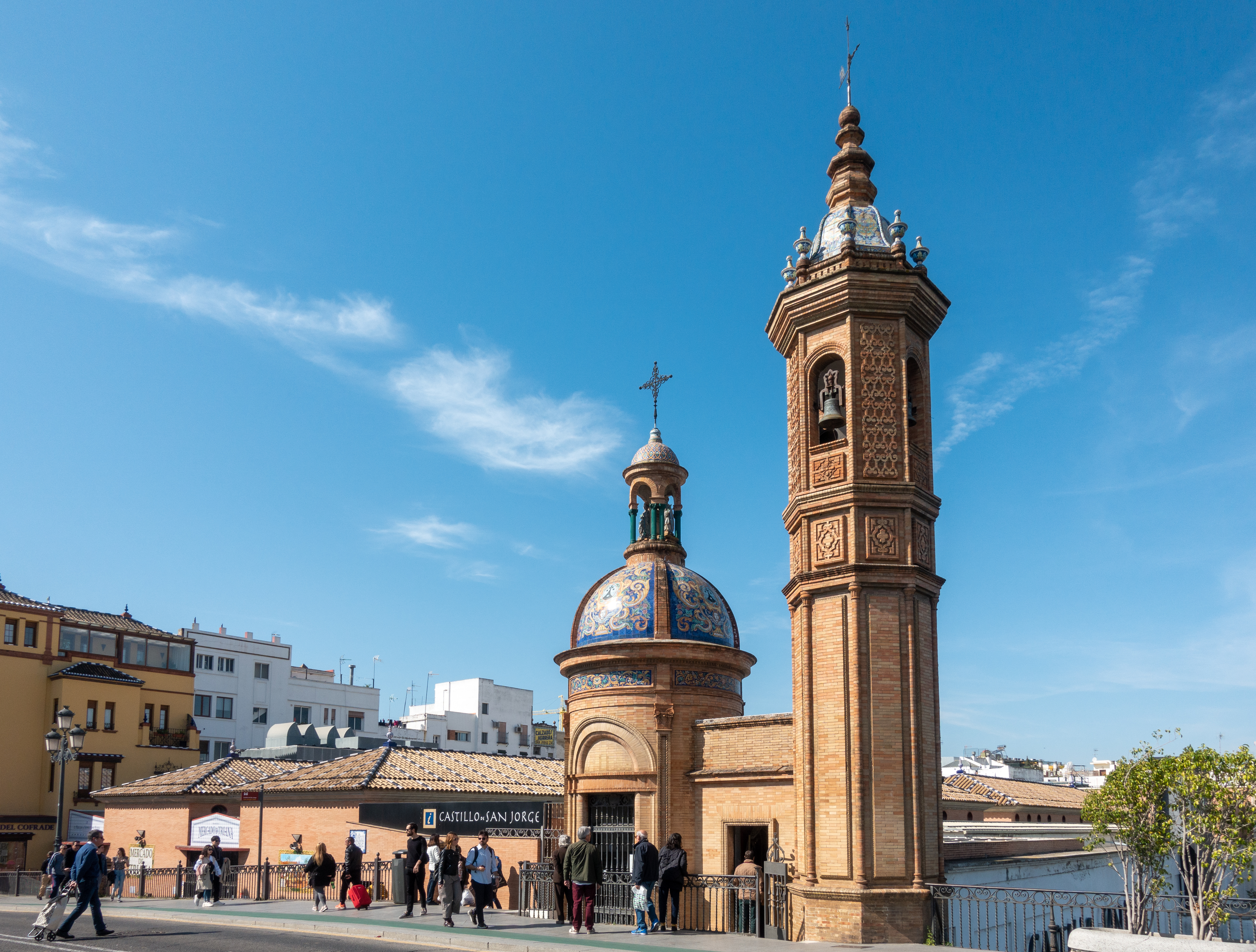
Vista de la capilla

Se trata de un edificio de pequeñas dimensiones. Está realizada de ladrillo visto y cerámica de Triana, obra de Emilio García García, que colaboró en el proyecto junto a Aníbal González.
La construcción consta de dos cuerpos unidos por otro rectangular. Uno es un edificio bajo con una cúpula recubierta de cerámica. En la cúpula se encuentra el escudo de la Orden del Carmen. Sobre la cúpula hay un pequeño templete con columnas verdes y dentro del mismo unas esculturas de Santa Justa y Rufina que escudan a la Giralda. El segundo cuerpo de planta octogonal, es una torre más esbelta y alta a modo de campanario. Por sus pequeñas dimensiones, ha sido comparado con un templete o humilladero.

## Hermandad de la Virgen del Carmen
Anteriormente existió una capilla en la plaza del Altozano de Triana, cerca del puente de Barcas. En el interior había un cuadro de la Virgen del Carmen con el Niño. Cuando el Puente de Barcas se desmanteló en la década de 1840 y comenzó la construcción del actual puente de Isabel II, el cuadro se trasladó a la Capilla de los Humeros. El actual puente de Triana se inauguró en 1852 y el cuadro volvió a su antigua capilla en el Altozano. Cuando, a comienzos del siglo XX, la primitiva capilla tuvo que demolerse con la construcción del nuevo tablero del puente, el cuadro se llevó a la Parroquia de Santa Ana. En 1928 se finalizó la nueva capilla del Carmen y el cuadro se trasladó a ella.
El 28 de julio de 1928 se aprobó canónicamente la creación de la Hermandad de Gloria de Nuestra Señora del Carmen. El pintor Juan Antonio Rodríguez Hernández restauró el cuadro primitivo, de autor y fecha desconocidos. El simpecado de esta hermandad, realizado por Rodríguez Ojeda, ocupa un hueco en la iglesia de la Hermandad de la O.